# サン・ピエトロ・イン・グアラーノ
サン・ピエトロ・イン・グアラーノ（イタリア語: San Pietro in Guarano）は、イタリア共和国カラブリア州コゼンツァ県にある、人口約3,600人の基礎自治体（コムーネ）。

## 地理

### 位置・広がり

#### 隣接コムーネ
隣接するコムーネは以下の通り。
- カスティリオーネ・コゼンティーノ
- チェーリコ
- ラッパーノ
- レンデ
- ローゼ
- ロヴィート
- ツンパーノ

## 行政

### 分離集落
サン・ピエトロ・イン・グアラーノには、以下の分離集落（フラツィオーネ）がある。
- Redipiano, San Benedetto, Padula